# GameRanger
GameRanger — програмне забезпечення створене Скоттом Кевіллом для гри через Інтернет в деякі комп'ютерні ігри. При цьому на рівні гри відбувається імітація режими гри по локальної мережі. Спочатку програма підтримувала 11 ігор. Тепер їх близько 600, і їх кількість постійно збільшується.
Програма дозволяє підключитися до вже створеної «кімнати» — віртуальної машини, що є сервером для конкретної гри, так і створити свою власну. Присутня можливість обмежувати доступ до своєї кімнаті, або паролем, режимом «Allow friends only» — лише для друзів, або лише для Gold-користувачів. Під час очікування набору гравців, діє чат.
GameRanger доступний для безкоштовного скачування на офіційному сайті. Програма має три варіанти використання. Основне членство є безкоштовним та дозволяє користувачам мати не більше 50 друзів та грати в більшість підтримуваних ігор. Срібне членство коштує 19,95 доларів на рік і дозволяє гравцям мати унікальне ім'я рахунку, мати до 100 приятелів, можливість використання рейтинговими сходами, голосовим зв'язком, мати власний значок, а також доступ до ексклюзивних чатів та доповненням. Золоте членство, вартістю 39,95 доларів на рік, дозволяє мати до 500 приятелів, видаляє банери, а також доступ до розширеного профілем користувача в додаток до можливостей Срібного членства. Обидва членства мають пробний 30-денний період.